# Філіпович Аліна Мар'янівна
Аліна Мар'янівна Філіпович (нар. 4 липня 2005, Калуш, Івано-Франківська область, Україна) — українська борчиня вільного стилю, призерка чемпіонату Європи. Чемпіонка Європи та світу серед юніорів.

## Спортивні результати на міжнародних змаганнях

### Виступи на чемпіонатах Європи
| Змагання                         | Збірна  | Вагова категорія          | Місце  |
| -------------------------------- | ------- | ------------------------- | ------ |
| Чемпіонат Європи з боротьби 2024 | Україна | жіноча боротьба, до 59 кг | Срібло |
| Чемпіонат Європи з боротьби 2025 | Україна | жіноча боротьба, до 59 кг | Бронза |

### Виступи на інших змаганнях
| Змагання                                    | Збірна  | Вагова категорія          | Місце  |
| ------------------------------------------- | ------- | ------------------------- | ------ |
| Відкритий чемпіонат Загреба з боротьби 2024 | Україна | жіноча боротьба, до 59 кг | Золото |
| Меморіал Поляка Імре та Варги Яноша 2024    | Україна | жіноча боротьба, до 59 кг | Золото |
| Кубок Валамар 2025                          | Україна | жіноча боротьба, до 57 кг | Золото |

### Виступи на змаганнях молодших вікових груп
| Змагання                                       | Збірна  | Вагова категорія          | Місце  |
| ---------------------------------------------- | ------- | ------------------------- | ------ |
| Чемпіонат світу з боротьби серед кадетів 2021  | Україна | жіноча боротьба, до 53 кг | Бронза |
| Чемпіонат Європи з боротьби серед юнаків 2022  | Україна | жіноча боротьба, до 57 кг | Бронза |
| Чемпіонат світу з боротьби серед юнаків 2022   | Україна | жіноча боротьба, до 57 кг | 8      |
| Чемпіонат Європи з боротьби серед юніорів 2023 | Україна | жіноча боротьба, до 57 кг | Золото |
| Чемпіонат світу з боротьби серед юніорів 2023  | Україна | жіноча боротьба, до 57 кг | Золото |
| Чемпіонат світу з боротьби серед молоді 2023   | Україна | жіноча боротьба, до 57 кг | 8      |
| Чемпіонат Європи з боротьби серед юніорів 2024 | Україна | жіноча боротьба, до 57 кг | Золото |
| Чемпіонат світу з боротьби серед юніорів 2024  | Україна | жіноча боротьба, до 57 кг | 5      |
| Чемпіонат світу з боротьби серед молоді 2024   | Україна | жіноча боротьба, до 57 кг | Бронза |
| Чемпіонат Європи з боротьби серед молоді 2025  | Україна | жіноча боротьба, до 57 кг | Срібло |